# Henning Sirringhaus
Henning Sirringhaus est professeur Hitachi de physique des dispositifs électroniques, chef du groupe de microélectronique et membre du groupe d'optoélectronique du laboratoire Cavendish. Il est également membre du Churchill College de l'Université de Cambridge.

## Biographie
Sirringhaus fait ses études à l'École polytechnique fédérale de Zurich où il obtient un baccalauréat ès sciences et un doctorat en physique . De 1995 à 1996, il travaille comme chercheur postdoctoral à l'Université de Princeton ,,,,
Sirringhaus fait des recherches sur le transport de charge et de spin et la photophysique des semi-conducteurs organiques ainsi que sur les semi-conducteurs inorganiques transformables en solution, notamment les pérovskites halogénées ,,,,,. Sirringhaus dirige un groupe de recherche actif avec plus de 30 membres, dont des doctorants et des chercheurs postdoctoraux. Sirringhaus est élu Fellow de la Royal Society en 2009.